# Barry Ferguson

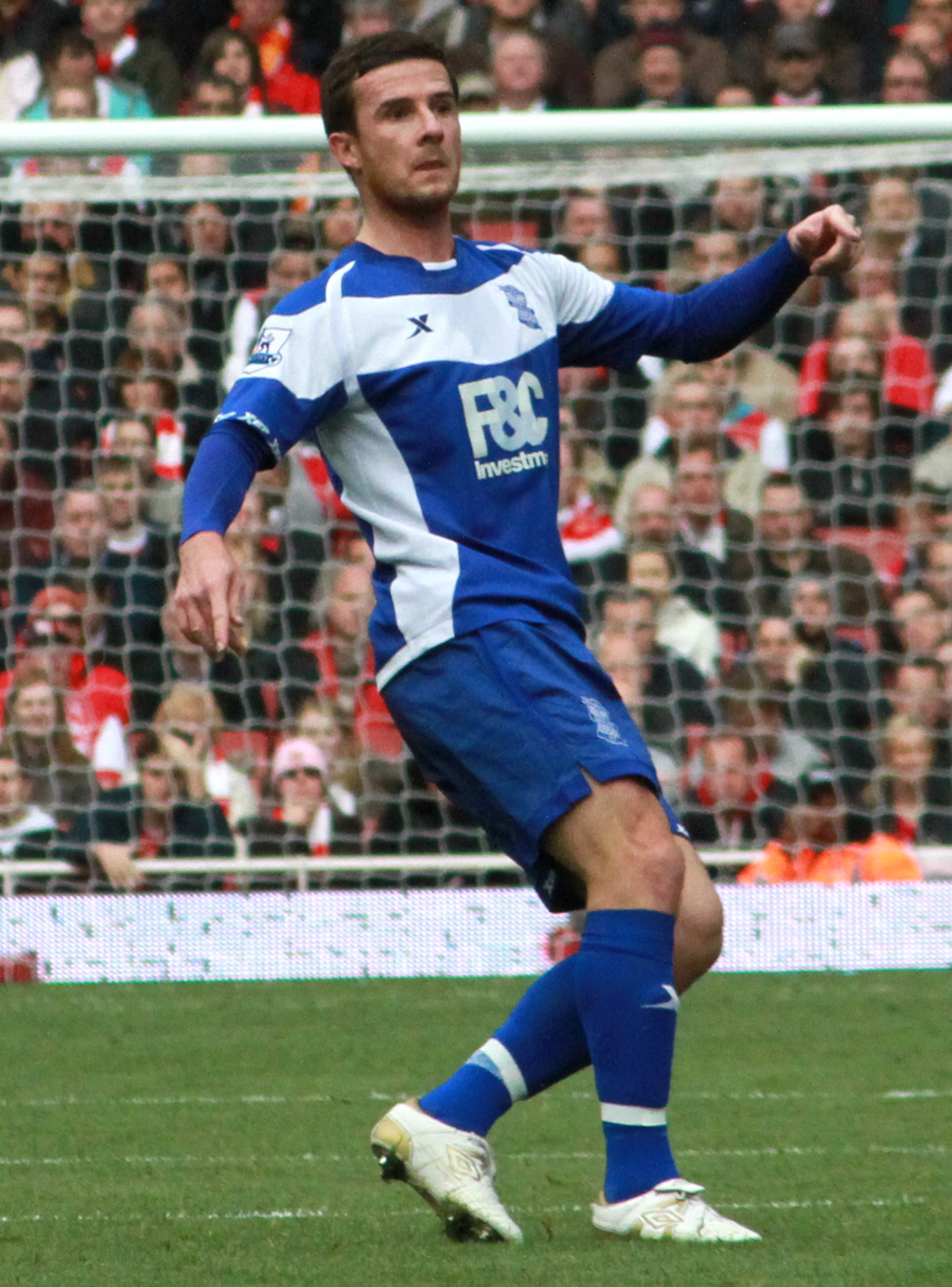
Ferguson w barwach Birmingham City

Barry Ferguson (ur. 2 lutego 1978 w Hamilton) – szkocki piłkarz, występujący na pozycji pomocnika i trener piłkarski.  

## Kariera klubowa

### Początki
Barry Ferguson wstąpił do szkółki młodzieżowej Rangers w wieku trzynastu lat. W sezonie 1994/1995 wskoczył do kadry pierwszego zespołu i w ostatnim meczu sezonu 1996/1997, przeciwko Hearts zaliczył swój pierwszoligowy debiut. W 1999 głównie dzięki ówczesnemu trenerowi The Gers, Dickowi Advocaatowi stał się pełnoprawnym zawodnikiem pierwszego składu, a dzięki własnym umiejętnościom filarem drużyny.
Wkrótce, w 2001, Barry stał się najmłodszym kapitanem drużyny z Glasgow, prowadząc ich do dubletu - Rangers zdobyli Puchar Szkocji oraz Puchar Ligi. Ten sezon był także pierwszym dla Alexa McLeisha. Podczas drugiego sezonu spędzonego razem (2002/2003), Ferguson wraz z drużyną wywalczył potrójną koronę - mistrzostwo Szkocji, Puchar Szkocji oraz Puchar Ligi. Został też nagrodzony dwoma tytułami piłkarza roku - według szkockich dziennikarzy oraz według szkockiego stowarzyszenia piłkarzy.

### Epizod w Blackburn
Z początkiem sezonu 2003/2004 Ferguson dołączył do zespołu Blackburn Rovers za 7,5 miliona funtów. Zainteresowany kupnem pomocnika był także Everton, jednak Ferguson definitywnie odrzucił ich ofertę. Nieoficjalnie za powody sprzedaży piłkarza do Anglii uznano: problemy finansowe Rangers, chęć gry w Premiership oraz chęć skończenia z życiem w Szkocji, gdzie przytłaczała go sława.
Ferguson nie odniósł wielu sukcesów w Anglii, w 2004 objął opaskę kapitańską po Garym Flitcrofcie. Już po 18 miesiącach kazał się wystawić na listę transferową. Po derbach Lancashire z Boltonem, ogłosił, iż wraca do Rangers. Ustalono szybko cenę transferu (4,5 mln funtów) i pomocnik ponownie znalazł się na Ibrox Park.

### Powrót na Ibrox Park
Barry powrócił do Rangers pod koniec sezonu 2004/2005, lecz miał znaczący wkład w mistrzostwie Szkocji zdobytym przez The Gers. Nie był on jednak tym razem kapitanem, gdyż Alex McLeish nie chciał w środku sezonu pozbawiać tej funkcji Fernando Ricksena.
Przed sezonem 2005/2006 Ferguson został ponownie mianowany kapitanem drużyny. O jego nieustępliwym charakterze świadczy fakt, iż ostatnie mecze sezonu grał z kontuzją.
17 czerwca 2006 piłkarz został uhonorowany Orderem Imperium Brytyjskiego, jest także zaliczany do największych sław w historii zespołu z Ibrox Park.

### Birmingham City
17 lipca 2009 roku Ferguson został zawodnikiem Birmingham City, do którego sprowadził go Alex McLeish. Suma transferu wyniosła 1 mln funtów. Szkot podpisał z nowym klubem 2-letnią umowę. W nowy klubie zadebiutował 16 sierpnia w meczu z Manchesterem United.

### Blackpool
22 lipca 2011 roku podpisał dwuletni kontrakt z Blackpool.

### Fleetwood Town
2 listopada 2012 roku został wypożyczony do zespołu Fleetwood Town. Wypożyczenie obowiązywało do 1 stycznia 2013.

## Kariera reprezentacyjna
Ferguson zadebiutował w reprezentacji Szkocji 4 września 1999, w meczu z Bośnią i Hercegowiną, jednak poważna kontuzja powstrzymała go przed zaliczeniem większej liczby występów w kadrze. Po zakończeniu kariery przez Paula Lamberta, ówczesny selekcjoner Szkotów, Berti Vogts, mianował pomocnika kapitanem.

## Sukcesy
- Mistrzostwo Szkocji: 1999, 2000, 2003, 2005
- Puchar Szkocji: 1999, 2000, 2002, 2003
- Puchar Ligi Szkockiej: 1999, 2002, 2003, 2005